# Praça de São Marcos

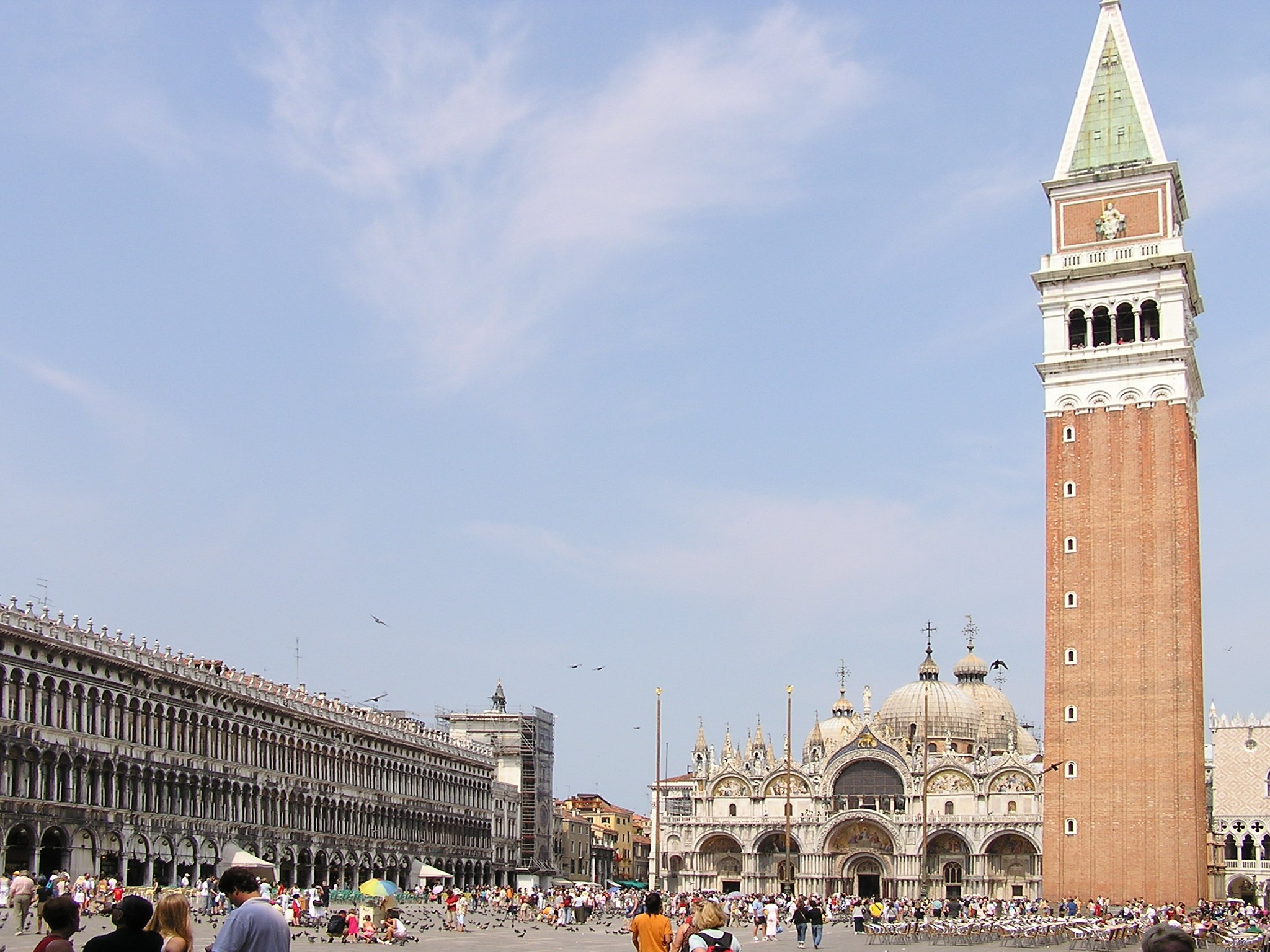
Praça de São Marcos (St.Mark's Square), em Veneza

A Praça de São Marcos (em italiano:  Piazza San Marco) é a única praça de Veneza, e o seu principal destino turístico, com permanente abundância de fotógrafos, turistas e pombos. Atribui-se a Napoleão Bonaparte, embora muito provavelmente o deva fazer-se a Alfred de Musset, a autoria do epíteto de le plus élégant salon d'Europe (o salão mais belo da Europa).
Também é um dos únicos grandes espaços urbanos numa cidade europeia onde as vozes das pessoas se impõem sobre os sons do tráfego motorizado, o qual está restrito aos canais da cidade.

## História
A piazza foi iniciada no século IX como área pequena frente à Basílica de São Marcos original. Foi estendida para a sua forma e tamanho atuais em 1177, quando o rio Batário, que a limitava a oeste, e um porto que tinha isolado o Palácio Ducal da praça, foram aterrados. A reestruturação foi realizada para o encontro do Papa Alexandre III com o Imperador Frederico Barba Ruiva.
A praça tem sido sempre o centro de Veneza. Foi o local onde se deram todos os importantes eventos da história da República de Veneza, e é a base do arcebispado desde o século XIX. Foi o foco de muitos festivais e é um lugar imensamente popular na Itália.
Foi pavimentada em finais do século XIII com ladrilhos em padrão em espinha, com linhas que permitiam organizar o mercado e as muito frequentes procissões cerimoniais. Em 1723 os ladrilhos foram substituídos por um desenho geométrico mais complexo, composto por pedra vulcânica escura com padrões geométricos em pedra branca, a cargo do arquiteto veneziano Andrea Tirali, e esta oportunidade foi aproveitada para levantar a praça em aproximadamente um metro.
Em 1890 o pavimento renovou-se devido ao desgaste seguindo um desenho similar ao de Tirali, mas eliminou-se as ovais e cortou-se a esquina ocidental para acomodar melhor a Ala Napoleónica no final da praça.

## Edifícios
O espaço aberto está dominado pelo Basílica de São Marcos, o Palácio Ducal de Veneza e o Campanário da Basílica que se ergue a um lado da praça.
Os edifícios ao redor da praça são, em sentido inverso ao dos ponteiros do relógio desde o Grande Canal, o Palácio Ducal, a Basílica de São Marcos, a Torre do Relógio de São Marcos, a Antiga Procuradoria, a Ala Napoleónica, a Nova Procuradoria, o Campanário de São Marcos, a Logetta e a Biblioteca Marciana. Grande parte do piso térreo das Procuradorias é ocupado por cafés, incluindo o Caffè Florian e o Gran Caffè Quadri. O Museu Correr e o Museu de Arqueologia estão situados em alguns edifícios da praça. A Casa da Moeda fica atrás da Biblioteca Marciana na margem do Grande Canal. Estas últimas construções foram completadas durante a ocupação napoleónica, embora o campanário tenha sido reconstruído posteriormente.
A praça tem continuidade em um outro espaço aberto, a Piazzetta, defronte ao Palácio Ducal, que se estende até as margens da laguna. Ali estão instaladas duas grandes colunas, uma coroada pelo Leão de Veneza, o principal símbolo da cidade, e a outra por uma estátua de São Teodoro de Amásia, o primitivo patrono de Veneza.

## Inundações

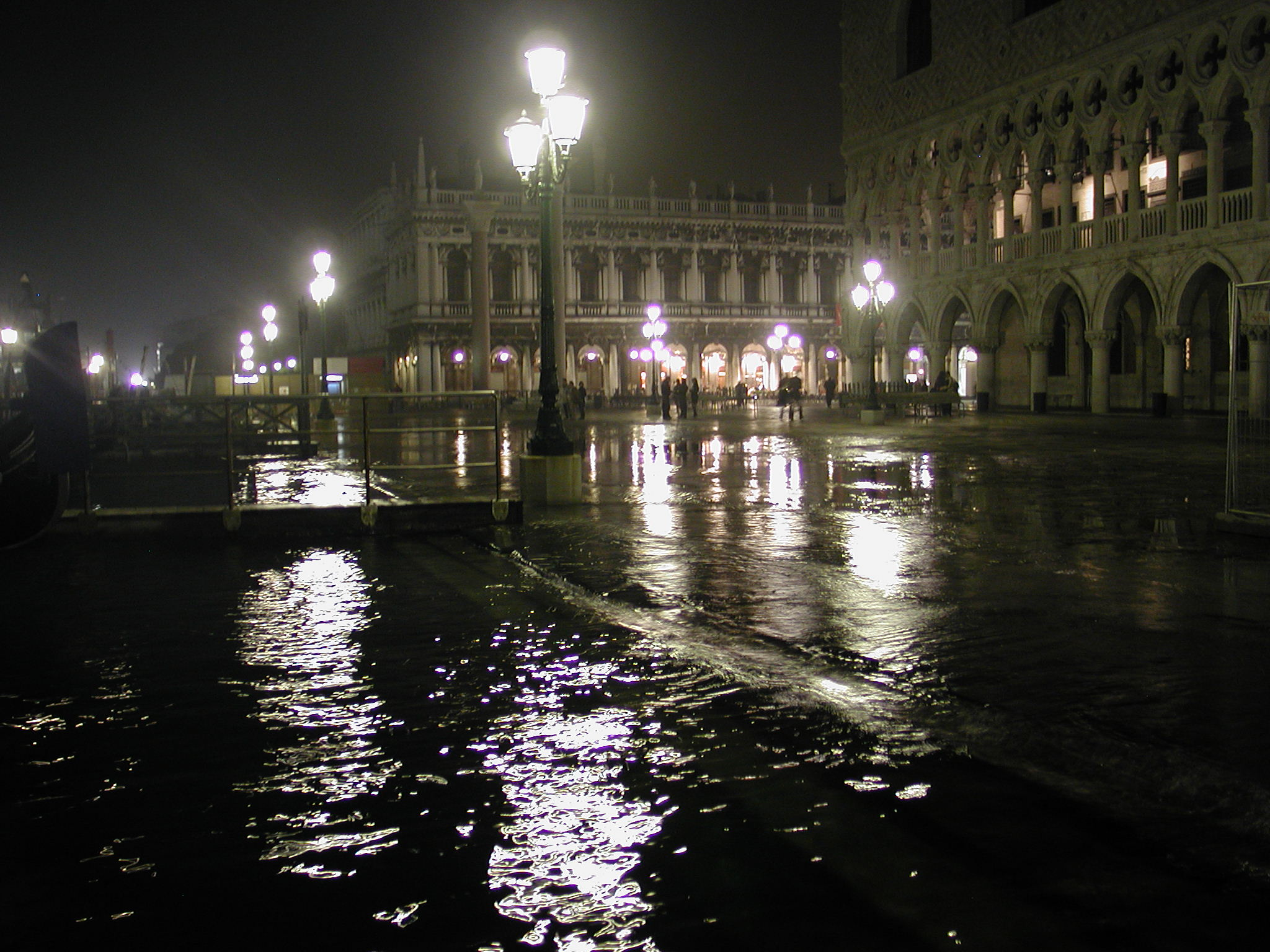
Inundação de 2005.

A Praça de São Marcos é o lugar mais baixo de Veneza, e quando a água sobe no Mar Adriático por tempestades ou excesso de chuva é o primeiro sítio a inundar-se. A água drena diretamente para o Grande Canal, o que é ideal quando chove, mas quando a maré sobe (em italiano, diz-se acqua alta) tem o efeito inverso, e a água do canal escoa para a praça.